# Gaston (Carolina do Norte)
Gaston é uma cidade  localizada no estado norte-americano de Carolina do Norte, no Condado de Northampton.

## Demografia
Segundo o censo norte-americano de 2000, a sua população era de 973 habitantes.
Em 2006, foi estimada uma população de 917, um decréscimo de 56 (-5.8%).

## Geografia
De acordo com o United States Census Bureau tem uma área de
4,8 km², dos quais 4,4 km² cobertos por terra e 0,4 km² cobertos por água.

## Localidades na vizinhança
O diagrama seguinte representa as localidades num raio de 12 km ao redor de Gaston.